# Guy Laroche
Pour les articles homonymes, voir Laroche.
Guy Laroche, né le 16 juillet 1921 à La Rochelle et mort le 17 février 1989 à Paris, est un couturier et styliste français.

## Biographie

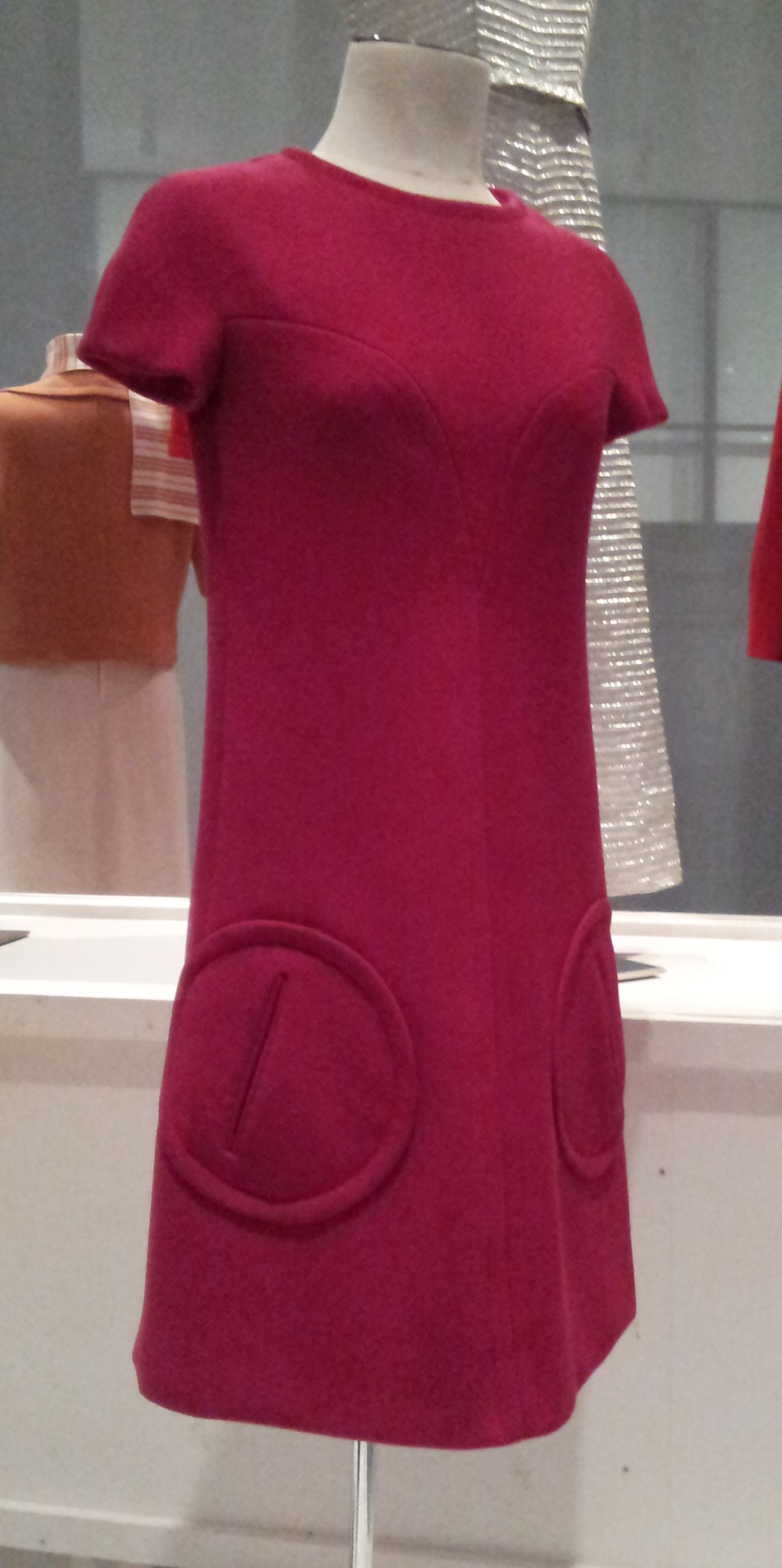
Robe (1968).

Logo de la maison de couture Guy Laroche

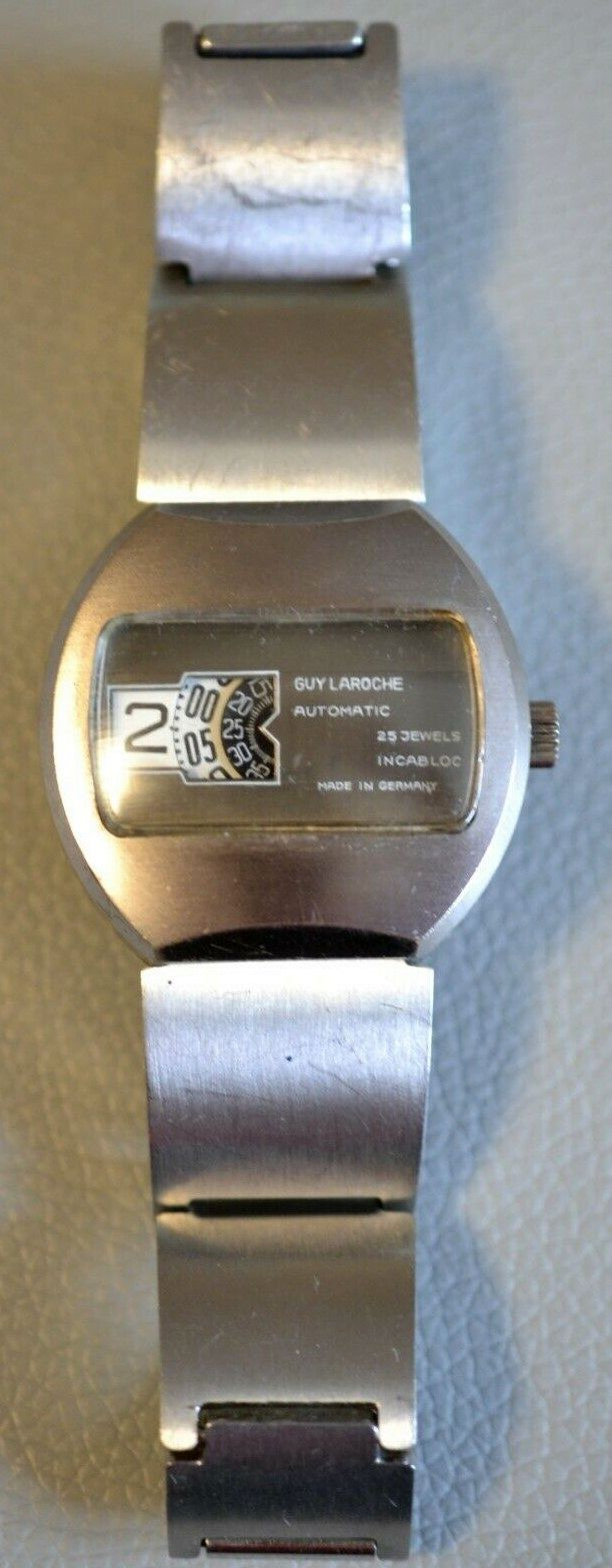
Montre rare conçue par Laroche

Né le 16 juillet 1921 à La Rochelle, dans une famille d'hôteliers, il devient, en 1949, assistant chez Jean Dessès et il y travaille pendant 5 ans.
Le 1er février 1957, il ouvre au 37 avenue Franklin-Roosevelt « la plus petite maison de couture » de Paris, et dessine sa première collection de haute couture qui connaît un succès immédiat.
Son influence se marque notamment par le goût des couleurs vives, de la broderie et des formes osées. La volonté de Guy Laroche est avant tout de libérer le corps de la femme en proposant des collections de vêtements confortables et mystérieux. Guy Laroche veut moderniser la haute couture et l'adapter à son temps. Très vite, il se fait remarquer par le Women's Wear Daily grâce notamment à ses robes « boules », ses décolletés dit « bénitier » composés de drapé fluide et ses « dos surprise ».
En 1961, avenue Montaigne il diffuse sa première collection de prêt-à-porter sous le label Laroche Diffusion.
En collaboration avec le groupe L'Oréal, une licence de parfums est développée en 1965. Les plus connus sont le masculin Drakkar Noir (1982) et le féminin Fidji (1966).
Lors du septennat de son mari, il habille Claude Pompidou qui présente les grands couturiers parisiens dans la presse internationale.
En 1972, il crée la mythique robe dos-nu portée par Mireille Darc dans Le Grand Blond avec une chaussure noire. En 2005, Mireille Darc a mis en vente de nombreuses tenues portées lors de ses tournages, à l’exception de cette robe, donnée au musée du Louvre.
En 1982, il crée les costumes de la pièce de théâtre Lorsque l'enfant paraît d'André Roussin, mise en scène de Jean-Michel Rouzière, au Théâtre des Variétés à Paris.
Guy Laroche disparaît en 1989, sa maison de couture est reprise par plusieurs créateurs tels que Michel Klein, Alber Elbaz, Marcel Marongiu, Adam Andrascik et Richard René. Il repose auprès de ses parents, de son frère et de sa belle sœur dans un cimetière proche de Toulouse.